# 笠原英彦
笠原 英彦（かさはら ひでひこ、1956年8月22日 - ）は、日本の政治学者、歴史学者。慶應義塾大学法学部教授。専門は日本政治史、日本行政史、皇室典範。

## 経歴・人物
東京都出身。
神奈川県立湘南高等学校卒業後、1980年慶應義塾大学法学部政治学科卒業。1985年同大学院法学研究科政治学専攻博士課程修了。法学博士。
1988年から1989年、2000年から2001年に、二度スタンフォード大学に客員研究員として研究留学している。
皇位継承問題の専門家として、メディアの出演機会も多い。
2012年4月、野田佳彦内閣により首相官邸で開かれた「皇室制度に関する有識者ヒアリング」に招かれ、安定的皇位継承と皇室の活動について皇族の減少を指摘した。
2016年11月、首相官邸で開催された安倍晋三首相の私的諮問機関「天皇の公務の負担軽減等に関する有識者会議」の専門家ヒアリングに招かれた際には、生前退位について「退位の制度化はすべきではない」「象徴としての
国民統合の機能が低下する」「摂政の設置がいい」「皇室典範の改正や特例法、いずれの方法もとるべきではない」などの反対論を述べた。
2021年4月、菅義偉内閣により首相官邸で開かれた「退位特例法の付帯決議に関する有識者会議」の専門家ヒアリングに招かれ、皇位継承資格を男系女子まで拡大することや皇位継承順位は男系男子優先を主張し、国民の間に直系長子による継承を望む声が大きいことを指摘した。

## 著書

### 単著
- 『明治国家と官僚制』芦書房〈RFP叢書〉、1991年12月。ISBN 4-7556-1083-4。
- 『天皇親政 佐々木高行日記にみる明治政府と宮廷』中央公論社〈中公新書〉、1995年2月。ISBN 4-12-101231-3。
- 『日本行政史序説』芦書房、1998年3月。ISBN 4-7556-1135-0。
- 『天皇と官僚 古代王権をめぐる権力の相克』PHP研究所〈PHP新書〉、1998年12月。ISBN 4-569-60379-3。
- 『日本の医療行政 その歴史と課題』慶應義塾大学出版会〈Keio UP選書〉、1999年11月。ISBN 4-7664-0763-6。
- 『歴代天皇総覧 皇位はどう継承されたか』中央公論新社〈中公新書〉、2001年11月。ISBN 4-12-101617-3。
  - 『歴代天皇総覧 皇位はどう継承されたか 増補版』中央公論新社〈中公新書〉、2021年3月。ISBN 4-12-191617-4。
- 『女帝誕生 危機に立つ皇位継承』新潮社、2003年6月。ISBN 4-10-461201-4。
- 『幕末維新の個性(3) 大久保利通』吉川弘文館、2005年5月。ISBN 4-642-06283-1。
- 『明治天皇 苦悩する「理想的君主」』中央公論新社〈中公新書〉、2006年6月。ISBN 4-12-101849-4。
- 『象徴天皇制と皇位継承』筑摩書房〈ちくま新書〉、2008年5月。ISBN 978-4-480-06417-2。
- 『明治留守政府』慶應義塾大学出版会、2010年1月。ISBN 978-47664-17067。
- 『新・皇室論 天皇の起源と皇位継承』芦書房、2013年4月。ISBN 978-4-7556-1258-9。
- 『皇室がなくなる日 「生前退位」が突きつける皇位継承の危機』新潮社〈新潮選書〉、2017年2月。ISBN 978-4-10-603796-2。
- 『天皇・皇室制度の研究　天皇制国家形成期の法と政治』慶應義塾大学法学研究会〈慶應義塾大学法学研究会叢書〉、2022年3月。ISBN 978-47664-28117。
- 『皇室典範－明治の起草の攻防から現代の皇位継承問題まで』中央公論新社〈中公新書〉、2025年1月。ISBN 978-4-12-102840-2。

### 共著
- 『日本の官僚制 その源流と思想』PHP研究所、1998年3月。ISBN 4-569-60052-2。
- 『明治期医療・衛生行政の研究 長与専斎から後藤新平へ』ミネルヴァ書房〈MINERVA人文・社会科学叢書〉、2011年6月。ISBN 978-4-623-05724-5。

### 編著
- 『国会改革の政治学 議会デモクラシーの復権』PHP研究所、1995年6月。ISBN 4-569-54823-7。堀江湛(共編著)
- 『日本政治の構造と展開(慶応義塾大学法学部政治学科開設百年記念論文集)』慶応義塾大学出版会、1998年10月。ISBN 4-7664-0713-X。
- 『日本行政の歴史と理論』芦書房、2004年12月。ISBN 4-7556-1181-4。桑原英明(共編)
- 『近代日本の政治意識 (叢書21COE-CCC多文化世界における市民意識の動態)』慶應義塾大学出版会、2007年8月。ISBN 978-4-7664-1415-8。
- 『日本行政史』慶應義塾大学出版会、2010年10月。ISBN 978-4-7664-1784-5。
- 『日本の政治と行政』芦書房、2012年11月。ISBN 978-4-7556-1252-7。桑原英明(共編)
- 『公共政策の歴史と理論』ミネルヴァ書房、2013年4月。ISBN 978-4-623-06272-0。大山耕輔(監修)、桑原英明(共編著)
- 『グローバル化と日本の政治・経済 TPP交渉と日米同盟のゆくえ』芦書房、2014年5月。ISBN 978-4-7556-1265-7。河野康子(監修)、阿部顕三(共編)
- 『日本の政治と行政 改訂版』芦書房、2015年4月。ISBN 978-4-7556-1277-0。
- 『なぜ日本型統治システムは疲弊したのか 憲法学・政治学・行政学からのアプローチ』ミネルヴァ書房〈MINERVA人文・社会科学叢書〉、2016年6月。ISBN 978-4-623-07505-8。大石眞(監修)、縣公一郎(共編著)

### 監修
- 『天皇125代皇位継承の智恵 神武天皇から今上天皇まで、連綿と生きる定め』宝島社〈別冊宝島〉、2017年4月。ISBN 978-4-8002-6931-7。